# 巴西马站
巴西马站位于马来西亚吉兰丹州巴西马县，是东海岸线的其中一站。该处曾是兰斗班让线的交汇点，通往兰斗班让的铁道已经完全停止服务。马来亚铁道公司是该车站的主要经营者。

## 主要路线
- 巴西马至金马士